# 平甲板
平甲板驅逐艦(英語：Flush deck destroyer)主要是指一次世界大戰時期美國海軍大量生產的考德威爾級、維克斯級以及克萊門森級驅逐艦的總稱。此三級艦為了大量生產以及艦體強度考量，主甲板從頭到尾連貫，得到此稱呼。由於產量大，一次大戰後大量封存，加上經濟大蕭條，整個1920年代美國並沒有再建造新的驅逐艦。這三級艦到了二次大戰初期儘管已經性能落伍，仍然有部份服役中，並且有相當數量被改造成高速運輸艦、水上飛機母艦、佈雷艦以及掃雷艦等，為戰爭做出貢獻。